# Lichenostigma

Lichenostigma är ett släkte av svampar som beskrevs av Joseph Hafellner. 
Lichenostigma ingår i familjen Lichenotheliaceae, klassen Dothideomycetes, divisionen sporsäcksvampar och riket svampar.
Kladogram enligt Dyntaxa:
| Lichenostigma | \| \| Lichenostigma arctoparmeliae \| \| \| \| |
|               | \| \| Lichenostigma arctoparmeliae \| \| \| \| |
|               | Lichenothelia                                  |
|               |                                                |
|               | Lichenostigma arctoparmeliae                   |
|               |                                                |

|  | Lichenostigma arctoparmeliae |
|  |                              |